# Elementos del grupo 7
El grupo 7 de la tabla periódica lo comprenden los elementos manganeso (Mn), tecnecio (Tc), renio (Re) y bohrio (Bh), así se suele considerar al referirse al grupo 7. "Grupo 7" es el nombre recomendado por la IUPAC; el antiguo nombre europeo es "grupo VIIA", mientras que el nombre antiguo estadounidense es "grupo VIIB". El nombre de la IUPAC no debe confundirse con los antiguos, dados con números romanos.
El manganeso es un metal con forma de un bloque de césped muy común en la naturaleza, mientras los otros elementos son muy raros. El tecnecio no tiene isótopos estables y durante mucho tiempo se creyó que no se encontraba en la naturaleza. El renio se encuentra tan sólo en trazas.

Los metales
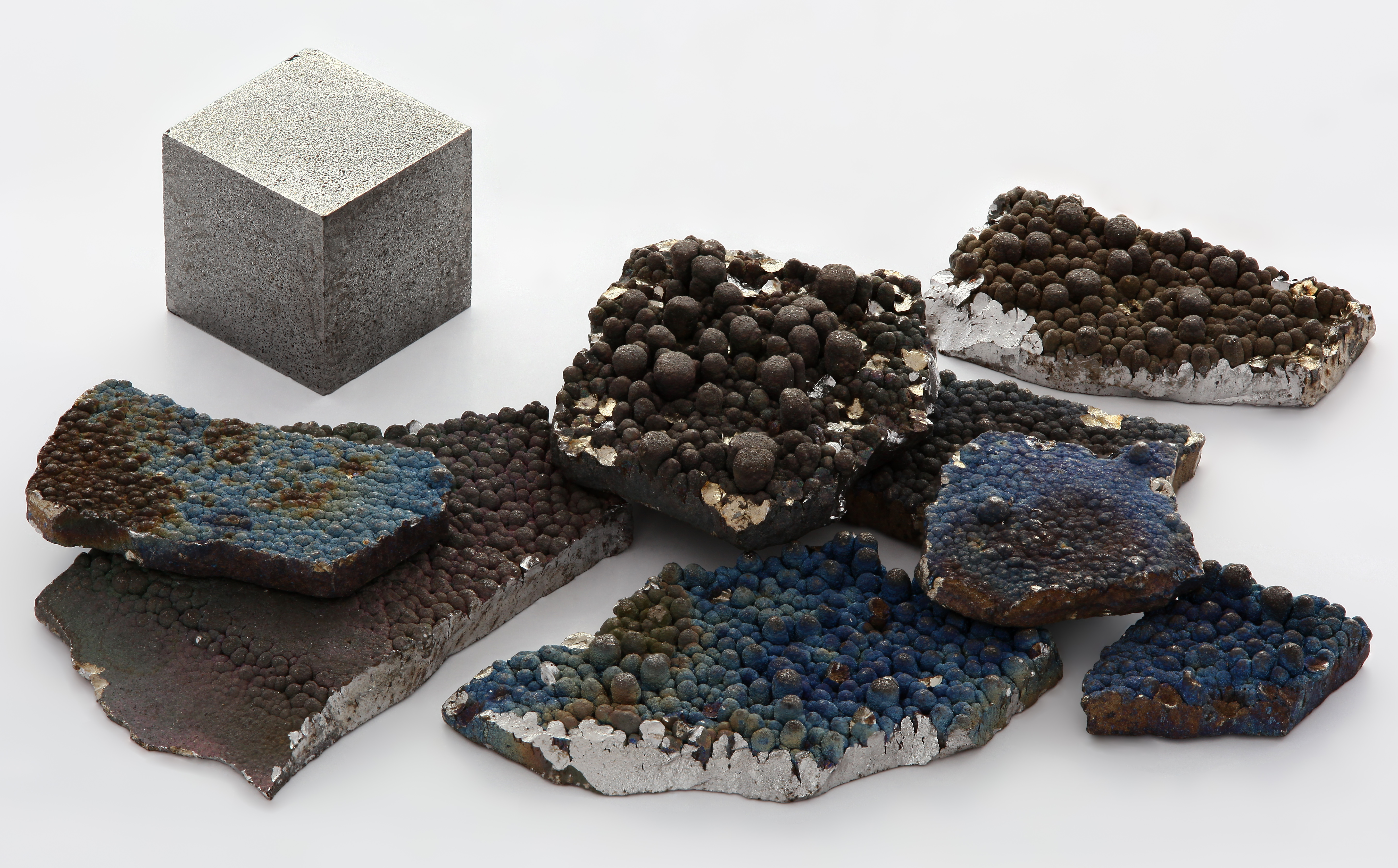
Manganeso
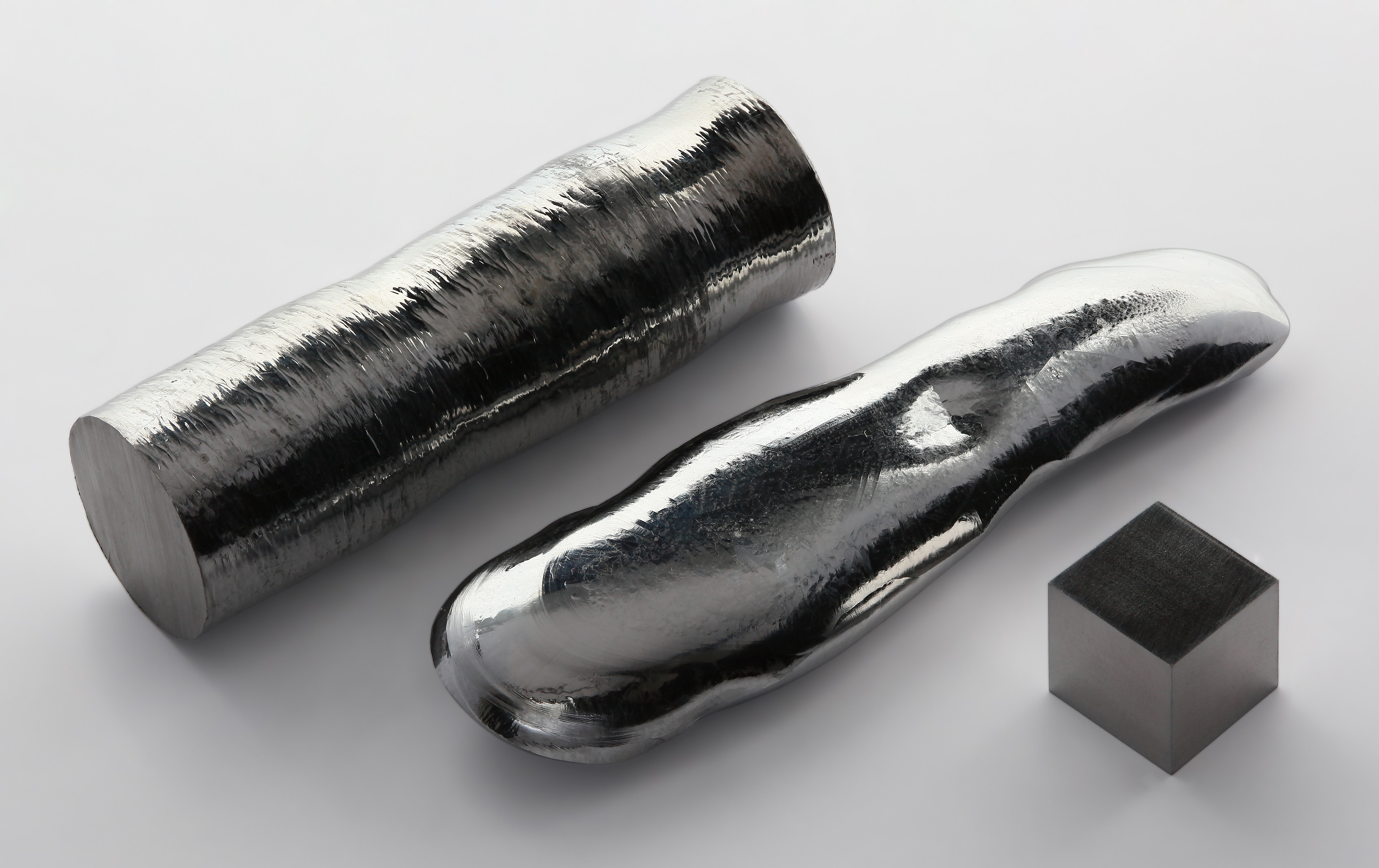
Renio

- Datos: Q202602
- Multimedia: Periodic table group 7 / Q202602